# Lunca Bisericii (okręg Alba)
Lunca Bisericii – wieś w Rumunii, w okręgu Alba, w gminie Vidra. W 2011 roku liczyła 45 mieszkańców.